# Tell Me You Love Me
Tell Me You Love Me ist eine US-amerikanische Fernsehserie, die 2007 vom Pay-TV-Sender HBO produziert und ausgestrahlt wurde. In den Hauptrollen waren unter anderem Sonya Walger, Jane Alexander und Adam Scott zu sehen. Die deutsche Fassung wurde 2009 von TNT Serie ausgestrahlt.

## Handlung
Die Serie porträtiert den Alltag dreier Paare im Alter zwischen Mitte 20 und 40, die in unterschiedlichen Phasen ihrer Beziehung stehen. Die Paare kennen sich nicht; es verbindet sie, dass sie alle (häufig einzeln) zur gleichen Beziehungstherapeutin gehen, der wesentlich älteren Dr. May Foster. An einigen Stellen spielen auch deren Beziehungsprobleme mit ihrem Partner Arthur eine Rolle.
Das älteste der drei Paare sind Katie und Dave. Seit zwölf Jahren verheiratet, mit zwei Kindern, treten ihre sexuellen Probleme offen zutage. Sie führen eine unerotische Beziehung, worunter vor allem Katie leidet. Bei dem nächstjüngeren Paar, Carolyn und Palek, definiert sich die Beziehung über die Sexualität. Der Konflikt entsteht durch Carolyns einseitigen Wunsch nach einem Kind. Das jüngste Paar sind Jaime und Hugo, die zwischen Sex und Bindung manövrieren. Diese Beziehung ist durch persönliche Verletzungen und den Wunsch, den Partner zu verändern, geprägt und zum Scheitern verurteilt.

## Aufbau der Episoden
Jede Episode beginnt ohne eine Einführung oder Zusammenfassung der bisherigen Ereignisse. Ebenfalls wird auf einen Intro oder auch Namenseinblendungen der Darsteller verzichtet, lediglich im Abspann wird der Titel der Serie sowie das Team aufgezählt. Die Kameraführung erinnert an eine Dokumentation, was der Serie einen starken Realismus beifügt. Außerdem beinhaltet keine Episode einen Soundtrack. Lediglich in den letzten Minuten startet ein Song, der in den Abspann übergeht, der mit der Titeleinblendung Tell Me You Love Me beginnt.
Für Kritik sorgte die freizügige Darstellung der sexuellen Akte sowie Geschlechtsorgane. So sieht man – ähnlich wie im Spielfilm Ken Park – wie Carolyn zum Beispiel den Penis ihres Mannes stimuliert und ihn zum Ejakulieren bringt.

## Besetzung und Synchronisation
Die deutsche Synchronisation entstand nach einem Synchronbuch und unter der Dialogregie von Karin Lehmann durch die Synchronfirma TV + Synchron in Berlin.

### Hauptbesetzung
| Rollenname     | Schauspieler    | Hauptrolle | Synchronsprecher |
| -------------- | --------------- | ---------- | ---------------- |
| Dr. May Foster | Jane Alexander  | 1.01–1.10  | Rita Engelmann   |
| Jamie          | Michelle Borth  | 1.01–1.10  | Maria Koschny    |
| David          | Tim DeKay       | 1.01–1.10  | Uwe Büschken     |
| Isabella       | Aislinn Paul    | 1.01–1.10  |                  |
| Palek          | Adam Scott      | 1.01–1.10  | Jaron Löwenberg  |
| Mason          | Katharine Towne | 1.02–1.10  |                  |
| Carolyn        | Sonya Walger    | 1.01–1.10  | Ghadah Al-Akel   |
| Katie          | Ally Walker     | 1.01–1.10  | Gundi Eberhard   |

### Nebenbesetzung
| Rollenname    | Schauspieler       | Nebenrolle | Synchronsprecher |
| ------------- | ------------------ | ---------- | ---------------- |
| Nick          | Ian Somerhalder    | 1.04–1.09  | David Turba      |
| Rita          | Sherry Stringfield | 1.01–1.09  | Iris Artajo      |
| Hugo          | Luke Kirby         | 1.01–1.10  | Tobias Nath      |
| Arthur Foster | David Selby        | 1.01–1.10  | Bodo Wolf        |
| Joshua        | Ryan Wynott        | 1.02–1.10  |                  |
| John          | Ronny Cox          | 1.06–1.07  |                  |

## Rezeption
Die erste Episode wurde am 9. September 2007 auf dem Sender HBO ausgestrahlt und konnte 910.000 Zuschauer verbuchen. Die Zuschauerzahlen stiegen jedoch innerhalb des nächsten Monats an, und man konnte später über 3 Millionen Zuschauer vernehmen.
Im Oktober 2007 wurde eine zweite Staffel bestellt, da die Serie sowohl bei Zuschauern als auch bei den Kritikern positiv auf sich aufmerksam machen konnte. Neun Monate später jedoch kam von der Schöpferin und Produzentin der Serie Cynthia Mort die Bestätigung, dass das Beziehungsdrama nicht in einer zweiten Staffel fortgesetzt wird. Sie begründete dies, dass die Verantwortlichen der Serie außer Stande waren, eine Ausrichtung für die zweite Staffel zu finden.